# Gaz MAPP

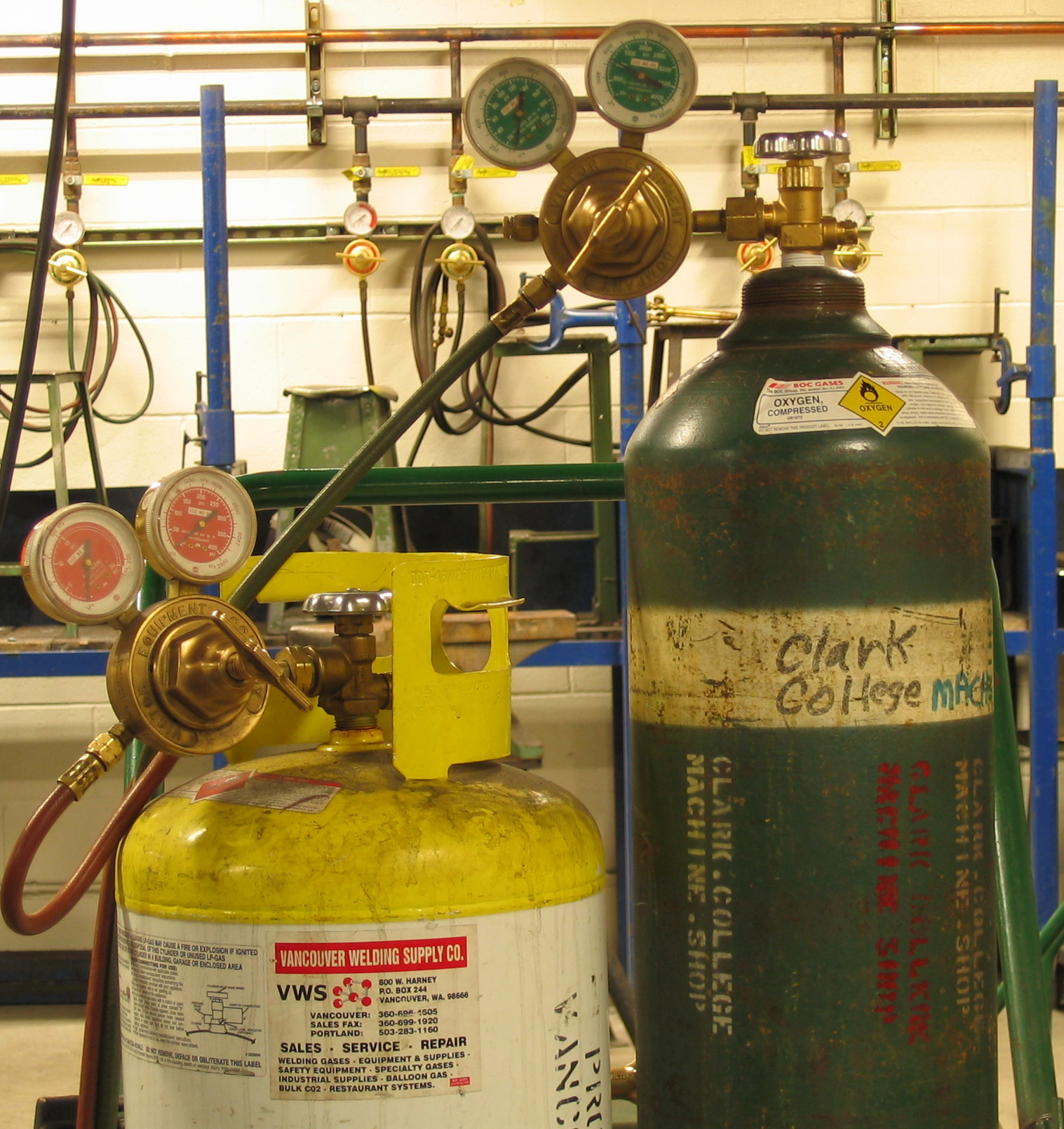
Bouteilles de gaz comprimé d'oxygène (à droite, ogive verte) et de gaz MAPP (à gauche, ogive jaune) avec manomètres. Le manomètre d'oxygène indique 69 bar (1000 PSI).

Le gaz MAPP est un mélange de méthylacétylène-propadiène (en anglais : methyl acetylene-propadiene mixture) utilisé pour le soudage et l'oxycoupage. Le MAPP est un mélange commercial de méthylacétylène-propadiène dans un gaz de pétrole liquéfié (principalement du propylène). Le gaz MAPP est beaucoup moins cher, plus sûr et plus facile à manipuler que l'acétylène.
Au États-Unis, le gaz MAPP était largement considéré comme un substitut à l'acétylène plus sûr et plus facile à utiliser, mais, début 2008, sa production a été interrompue dans la seule usine restante en Amérique du Nord qui le fabriquait encore. Cependant, il existe de nombreux substituts du MAPP sur le marché, souvent étiquetés « MAPP » mais contenant principalement du propylène avec un peu de propane et, dans certains cas, également du méthoxyméthane (en anglais: Dimethyl ether),.

## Utilisations
Le gaz MAPP peut être utilisé en combinaison avec l'oxygène pour le chauffage, le brasage (tendre ou fort) et même le soudage en raison de sa température de flamme élevée de 2 925 °C (5 300 °F) avec l'oxygène comme comburant. Bien que l'acétylène ait une température de flamme plus élevée (3 160 °C, 5 720 °F), le MAPP présente l'avantage de ne nécessiter ni dilution ni remplissage de conteneurs spéciaux pour son conditionnement en bouteille, ce qui permet de transporter un plus grand volume de gaz combustible pour le même poids donné, et rendre son utilisation est beaucoup plus sûre.

### Pour le soudage
Une flamme MAPP/oxygène n'est pas tout à fait appropriée pour le soudage de l'acier, en raison de la forte concentration d'hydrogène dans la flamme, supérieure à celle de l'acétylène, mais inférieure à celle de tous les autres gaz combustibles pétroliers. L'hydrogène s'infiltre dans l'acier en fusion et fragilise les soudures (voir Fragilisation par l'hydrogène). Pour le soudage à faible pénétration, cela ne pose pas de problème sérieux, car l'hydrogène s'échappe facilement, et le mélange MAPP/oxygène peut donc en pratique être utilisé pour souder de petites pièces en acier.

### Pour le découpage
Historiquement, la flamme  MAPP/oxygène était avantageusement utilisé dans le découpage sous-marin, qui nécessite des pressions de gaz élevées (sous de telles pressions, l'acétylène peut se décomposer de manière explosive, ce qui rend son utilisation dangereuse). Cependant, le découpage oxy/gaz sous-marin de toute sorte a été largement remplacé par le découpage exothermique car il coupe plus rapidement et pose moins de problème de sécurité.

### Pour le brasage
Le gaz MAPP est également utilisé pour le brasage tendre et le brasage fort, où il présente un léger avantage par rapport au propane, car  sa température de combustion dans l'air est plus élevée :2 020 °C (3 670 °F) .

### Considérations économiques
Le plus gros inconvénient du gaz MAPP est son coût ; il coûte généralement 1.5 fois plus cher que le propane à la raffinerie, et jusqu'à 4 fois plus cher pour le consommateur. Pour les utilisateurs à plus grande échelle, l’acétylène/oxygène est plus économique que le MAPP/oxygène lorsque des températures de flamme élevées sont nécessaires, et le propane/air est plus économique lorsqu’un chauffage global important est nécessaire.
Cependant, pour les utilisateurs à petite échelle, une flamme MAPP/oxygène reste intéressante, ayant des températures de flamme et des densités d'énergie plus élevées que toute flamme autre que l'acétylène/oxygène, mais sans les dangers et les inconvénients de l'acétylène/oxygène. Il est couramment utilisé par les bijoutiers, les verriers et bien d’autres métiers. Les plombiers, chauffagiste, frigoriste et d'autres artisans apprécient également la capacité thermique élevée de la flamme MAPP/air.

## Propriétés physiques
Le MAPP est incolore sous forme liquide et gazeuse. Le gaz a une odeur prononcée d'acétylène ou de poisson à des concentrations supérieures à 100 ppm, en raison de l'ajout d'amines substituées comme inhibiteur de polymérisation. Les alcynes de faible poids moléculaire ont de fortes odeurs. Le gaz MAPP est toxique s’il est inhalé à des concentrations élevées.
La composition du gaz fourni varie fortement d'un revendeur à l'autre, et contient généralement d'autres gaz, mais deux compositions typiques pourraient être :
- pour l'appellation du gaz Dow :
  - méthylacétylène (propyne) 48%,
  - propadiène 24%,
  - propane 28%.

- Pour un gaz Dow/Petromont :
  - méthylacétylène (propyne) 30 %,
  - propadiène 14 %,
  - propène (propylène) 43 %,
  - propane 7 %,
  - C4H10 (isobutane ou butane) 6 %.

## Propriétés thermiques
Le MAPP a un contenu énergétique de 13,57 kWh/kg (21 000 BTU/lb) tandis que le contenu énergétique de l'acétylène est de  16,15 kWh/kg (25 000 BTU/lb).

## Sécurité
Les personnes peuvent être exposées au gaz MAPP ou à ses substituts sur le lieu de travail par inhalation du gaz ou par contact cutané (peau) ou oculaire (yeux) avec le liquide.

### AuÉtats-Unis
Le National Institute for Occupational Safety and Health (NIOSH) a fixé la limite légale d'exposition au gaz MAPP sur le lieu de travail à 1 000 ppm (1 800 mg/m3) sur une journée de travail de 8 heures et de 1 250 ppm (2 250 mg/m3) pour une exposition à court terme. À des niveaux de 3 400 ppm, soit 10 % de la limite inférieure d'explosivité, le gaz MAPP est immédiatement dangereux pour la vie et la santé.